# Anna Alabart i Vilà
Anna Alabart i Vilà (1942-2012) fou una economista, urbanista i catedràtica de sociologia urbana a la Facultat d'Economia i Empresa de la Universitat de Barcelona.

## Trajectòria
Va dedicar la seva carrera a promoure la sociologia d'una manera transversal i multidisciplinar, defensant un model de ciutat sostenible, treballant per reduir les desigualtats socials. Es va dedicar a estudiar quins són els mecanismes polítics i urbanístics que afavoreixen o combaten les desigualtats socials.
Militant del PSUC i antifranquista, va entrar en contacte amb l'activisme veïnal a l'AVV Esquerra de l'Eixample. Com a activista, va dedicar el seu temps a la millora dels barris de Barcelona, sent una de les personalitats destacades de la Federació d’Associacions de Veïns de Barcelona, i una de les impulsores de mapa de barris de la ciutat.
Més endavant, en el marc dels Jocs olímpics d'estiu de 1992 va impulsar el concepte de «la Barcelona dels barris», com una campanya per combatre desigualtats i desequilibris, més enllà d'una visió de la ciutat com a aparador.

## Llegat
L'abril de 2013 va rebre un homenatge pòstum a la Casa Golferichs. El 2016 es va donar el seu fons personal a la Universitat de Barcelona. Està format per uns 800 documents que constitueixen el Fons Bibliogràfic Anna Alabart Vilà (1942-2012). El mateix dia també es va fer donació del fons donat per la seva parella, Miquel Caminal i Badia.
Des de 2018 el Col·legi de Professionals de la Ciència Política i de la Sociologia de Catalunya atorga els Premis Miquel Caminal i Anna Alabart als millors Treballs de Final de Grau de les titulacions de Ciència Política, Gestió i Administració Pública, Sociologia, Relacions Internacionals, Seguretat i Filosofia, Política i Economia amb l'objectiu d'identificar i reconèixer el talent emergent.
El març de 2023, va ser una de les personalitats homenatjades per l'Ajuntament de Barcelona en la campanya Ciutat de Dones.